# سیارک ۲۳۰۱۰
سیارک ۲۳۰۱۰ (به انگلیسی: 23010 Kathyfinch، نامگذاری:1999VR158) بیست و سه هزار و دهمین سیارک کشف شده‌است که در ۱۴ نوامبر ۱۹۹۹ کشف شد.
قدر مطلق سیارک برابر ۸.۱ است.